# Švédsko na Zimních olympijských hrách 2002
Švédsko na Zimních olympijských hrách 2002 v Salt Lake City reprezentovalo 102 sportovců, z toho 56 mužů a 46 žen. Nejmladším účastníkem byla Kim Martin (15 let, 349 dní), nejstarším pak Kristina Bergstrand (38 let, 131 dní). Reprezentanti vybojovali 7 medailí, z toho 2 stříbrné a 5 bronzových.

## Medailisté
| Medaile | Jméno | Sport           | Disciplína                 |
| ------- | --- | --------------- | -------------------------- |
| Stříbro | Anja Pärsonová | Alpské lyžování | ženy obří slalom           |
| Stříbro | Richard Richardsson | Snowboarding    | muži paralelní obří slalom |
| Bronz   | Anja Pärsonová | Alpské lyžování | ženy slalom                |
| Bronz   | Magdalena Forsbergová | Biatlon         | ženy sprint 7,5 km         |
| Bronz   | Magdalena Forsbergová | Biatlon         | ženy jednotlivci 15 km     |
| Bronz   | Per Elofsson | Běh na lyžích   | muži skiatlon              |
| Bronz   | Annica Åhlén Lotta Almblad Anna Andersson Gunilla Anderssonová Emelie Berggren Kristina Bergstrand Ann-Louise Edstrandová Joa Elfsbergová Erika Holst Nanna Jansson Maria Larsson Ylva Lindberg Ulrica Lindström Kim Martin Josefin Pettersson Maria Rooth Danijela Rundqvist Evelina Samuelsson Therese Sjölander Anna Vikman | Lední hokej     | turnaj žen                 |